# Albești (okręg Bihor)
Albești – wieś w Rumunii, w okręgu Bihor, w gminie Răbăgani. W 2011 roku liczyła 282 mieszkańców.